# بخش کارنال
بخش کارنال (به انگلیسی: Karnal district) یک منطقهٔ مسکونی در هند است که در Karnal division واقع شده‌است. بخش کارنال ۲٬۵۲۰ کیلومتر مربع مساحت و ۱٬۵۰۵٬۳۲۴ نفر جمعیت دارد.